# ريتشارد ماسون (روائي)
ريتشارد ماسون (بالإنجليزية: Richard Mason)‏ (1977، جوهانسبرغ في جنوب أفريقيا)؛ كاتب وروائي إنجليزي.